# Bromesia
Bromesia är ett släkte av skalbaggar. Bromesia ingår i familjen vivlar.
Kladogram enligt Catalogue of Life:
| Bromesia | \| \| Bromesia atrata \| \| \| \| \| \| Bromesia rufirostris \| \| \| \| |
|          | \| \| Bromesia atrata \| \| \| \| \| \| Bromesia rufirostris \| \| \| \| |
|          | Bromesia atrata                                                          |
|          |                                                                          |
|          | Bromesia rufirostris                                                     |
|          |                                                                          |